# Hey Tøsepige
Hey Tøsepige/Undskyld Skat er en EP udgivet af den danske rapgruppe Østkyst Hustlers og udkom i 2017. EP'en indeholder to tracks på henholdsvis A-siden og en på B-siden, gruppen udtalte i 2017 på DR programmet Aftenshowet at de to numre hænger sammen som en før/efter handling.
Det var gruppens første udgivelse som en trio siden 1998, med Peyk tilbage i gruppen. Da albummet Titusind Timer udkom i januar 2020, var begge numre med på pladen.

## Spor
1. "Hey Tøsepige" - 4:24
2. "Undskyld Skat" - 4:40